# برمید منگنز (II)
برمید منگنز(II) (به انگلیسی: Manganese(II) bromide) با فرمول شیمیایی MnBr۲ یک ترکیب شیمیایی است که جرم مولی آن ۲۱۴٫۷۴۶ g/mol می‌باشد. شکل ظاهری این ترکیب، بلورین صورتی است.